# Carlo Carli (politico 1832)
Carlo Carli (Comacchio, 1832 – Bologna, 1911) è stato un politico italiano.

## Biografia
Ingegnere, fondò nel 1885 a Bologna, con Giuseppe Ceneri e con Aurelio Saffi, la loggia massonica "VIII Agosto" della quale fu il primo Maestro venerabile. 
Consigliere comunale e assessore, fu il primo sindaco democratico di Bologna.